# Delia danae
Delia danae är en tvåvingeart som beskrevs av Griffiths 1992. Delia danae ingår i släktet Delia och familjen blomsterflugor.
Artens utbredningsområde är Kalifornien. Inga underarter finns listade i Catalogue of Life.